# Samsung Galaxy M30s
O Samsung Galaxy M30s é um phablet Android fabricado pela Samsung Electronics como parte da sua linha Galaxy M de primeira geração, como sucessor do Samsung Galaxy M30. O telemóvel tem o Android 9 (Pie), com a camada de personalização One UI da Samsung, 64 ou 128 GB de armazenamento interno e uma bateria Li-Po de 6000 mAh. O M30s foi lançado em 18 de setembro de 2019. Possui um conjunto triplo de câmaras traseiras composto por uma câmara grande angular de 48 MP, uma câmara ultra grande angular de 8 MP e um sensor de profundidade de 5 MP.